# Genueserturm

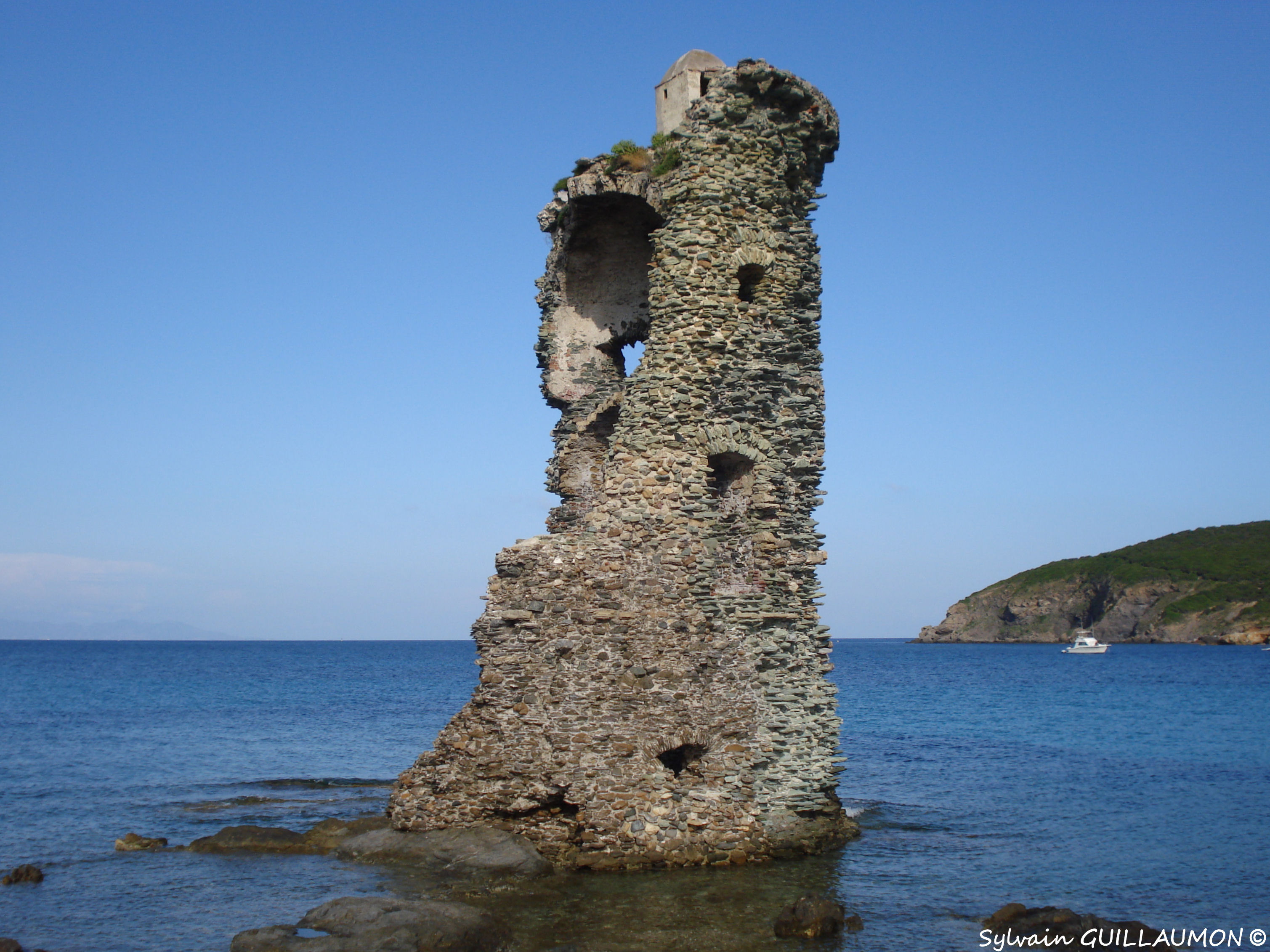
Turm von Santa Maria della Chiappella, Cap Corse

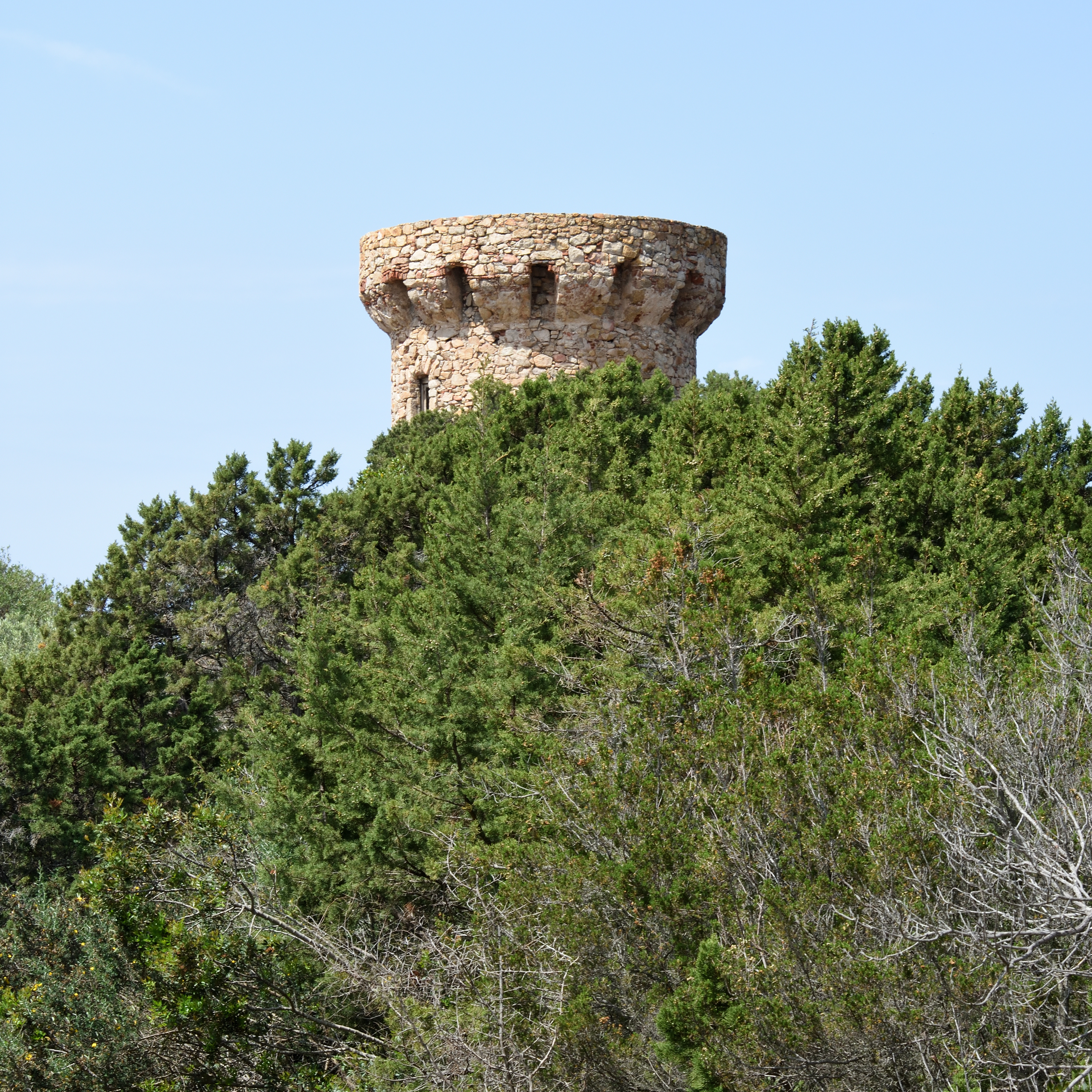
Genueserturm inmitten der korsischen Macchie

Nahaufnahme eines Genueserturms

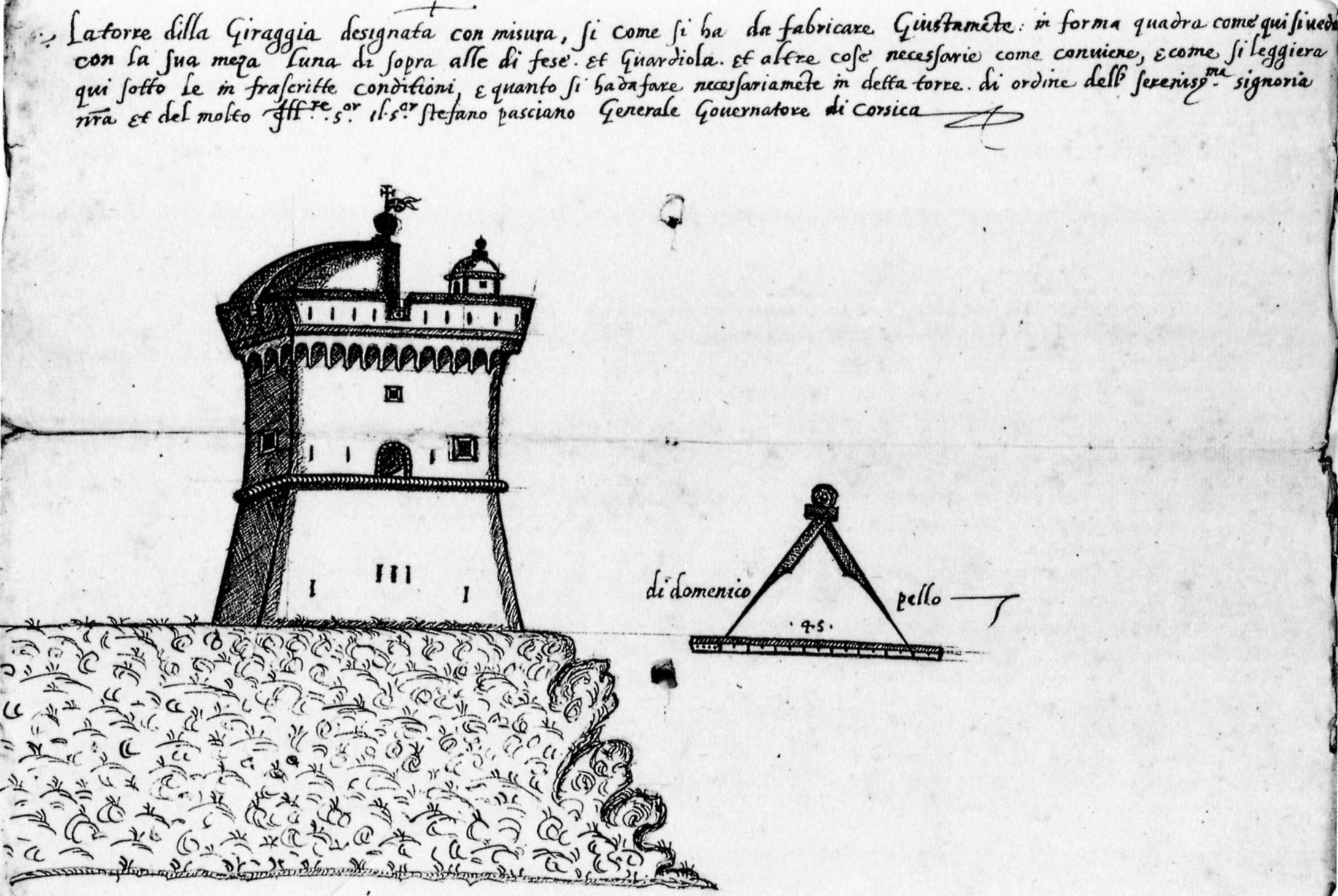
Historische Abbildung des Genueserturmes von Insel Île de la Giraglia vor der Nordspitze Korsikas

Als Genueserturm werden die insbesondere an der Küste Korsikas verteilten Rundtürme bezeichnet, die ab Mitte des 16. Jahrhunderts durch die Genueser gegen die nordafrikanischen muslimischen Piraten erbaut wurden. Sie ergänzten eine Reihe zuvor von den Pisanern errichteten eckigen Türmen, erbauten diese Form aber auch (z. B. Tour de Nonza).
Von den insgesamt 150 Bauwerken, die die Torregiana bildeten, stehen an den Küsten Korsikas heute noch 67. Die einzelnen Türme hatten untereinander Sichtverbindung, die Besatzungen verständigten sich durch optische Signale. Der Turm am Pointe Mortella widerstand 1794 drei Tage lang einer Belagerung durch die Britische Marine, bevor sich die 38 Mann starke Besatzung ergeben musste.

## Varianten
Die überraschend erfolgreiche Verteidigung des Turmes war das Vorbild für die Errichtung ähnlicher Bauwerke auf Menorca sowie auf Guernsey, den Orkneys, in England, in Irland, Kanada und Südafrika, die die britische Regierung unter dem mutierten Namen Martello-Türme bis zum Jahr 1814 errichten ließ.
Auch in Frankreich wurde das Modell Ende des 18. Jahrhunderts übernommen und für den Ausbau eines flächendeckenden Netzes zu Zwecken der optischen Telegrafie verwendet (Chappe-Telegraf).

## Sonstiges
Der wohl berühmteste Turm der englischen Variante der Genuesertürme ist der im Jahr 1804 errichtete Martello-Turm in Sandycove, Dún Laoghaire bei Dublin, in dem James Joyce hundert Jahre später eine Woche lang wohnte, was im ersten Kapitel seines Romans Ulysses beschrieben wird. Der Turm beherbergt heute ein Joyce-Museum.